# Anna-Maria Helsing
Anna-Maria Helsing (* 17. Oktober 1971 in Södertälje (Schweden)) ist eine finnlandschwedische Dirigentin, die alle leitenden Orchester in Finnland sowie mehrere bekannte ausländische Orchester dirigiert hat. Sie ist seit 2023 Chefdirigentin des BBC Concert Orchestra.

## Leben und Wirken
Anna-Maria Helsing wuchs in einer musikalischen finnlandschwedischen Familie in Munsala (heute eingemeindet in die finnische Stadt Nykarleby) in Ostbottnien auf, wo hauptsächlich Schwedisch gesprochen wird. Zunächst studierte sie Violine am Konservatorium in Jakobstad mit Abschluss 1992 als Geigenlehrerin sowie an der Musikakademie in Bydgoszcz (Polen) mit Diplom-Abschluss. Es folgten von 2004 bis 2007 Dirigierstudien an der  Sibelius-Akademie in Helsingfors (finnisch Helsinki), hauptsächlich bei Leif Segerstam und Atso Almila. Zudem besuchte sie Meisterklassen bei Jorma Panula, Wladimir Jurowski und John Carewe. Im Rahmen der Internationalen Dirigentenakademie der Allianz Kulturstiftung arbeitete sie mit Esa-Pekka Salonen und Gustavo Dudamel.
Als erste weibliche Chefdirigentin in Finnland wirkte sie von 2010 bis 2013 beim Symphonieorchester in Oulu (Oulu Sinfonia). 2020 wurde sie Erste Gastdirigentin des BBC Concert Orchestra, das sie seit Oktober 2023 als Chefdirigentin leitet. Mit diesem Orchester gab sie bereits 2021 ihr Debüt bei den Londoner Proms.
Helsing dirigierte zudem zahlreiche führende Sinfonieorchester in Finnland und Schweden, darunter Kungliga Filharmoniska Orkestern in Stockholm, das Philharmonische Orchester Helsinki, die Göteborger Symphoniker sowie das Finnische und das Schwedische Radiosinfonieorchester. Gastdirigate führten bisher zu einer Zusammenarbeit mit dem Royal Philharmonic Orchestra, dem Philharmonia Orchestra, dem BBC Philharmonic, dem Royal Scottish National Orchestra, dem Staatlichen Symphonieorchester Estlands und dem Orquestra Simfònica de Barcelona. In Deutschland konzertierte sie zum Beispiel mit dem Staatsorchester Braunschweig, der Jenaer Philharmonie und dem Philharmonischen Orchester Hagen.
Als Operndirigentin debütierte sie 2008 an der Finnischen Nationaloper mit der finnischen Erstaufführung der Oper Adriana Mater von Kaija Saariaho. Außerdem dirigierte sie mehrere Uraufführungen, so die Oper Lisbeta der isländischen Komponistin Karólína Eiríksdóttir oder Momo and the time thieves von Svitlana Azarova an der Königlichen Oper Kopenhagen.
Helsing ist außerdem seit 2020 künstlerische Leiterin des Kammermusikfestivals Rusk Festival in Jakobstad.

## Auszeichnungen und Preise
- 1999: Erster Preis beim Internationalen Wettbewerb für Musik des 20. Jahrhunderts für Junge Künstler in Warschau[9]
- 2011: Louis-Spohr-Medaille der Stadt Seesen[6]